# 麥凱角
77°42′S 168°31′E / 77.700°S 168.517°E
麥凱角是南極洲的海岬，位於羅斯島東南端，由英國探險隊發現，以隊中補給船的指揮官命名，該海岬現時由南極條約體系管理。